# リョート・マチダ
リョート・マチダ（Lyoto Machida、1978年5月30日 - ）は、ブラジルの男子総合格闘家。日系ブラジル人二世。バイーア州サルヴァドール出身。カリフォルニア州ロサンゼルス郡在住。キングスMMA所属。元UFC世界ライトヘビー級王者。日本でのリングネームはLYOTO。

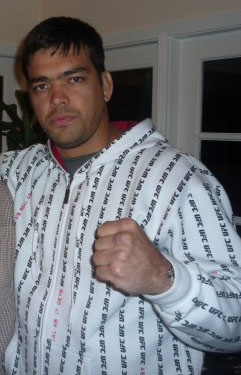
2008年

## 来歴
日本から22歳の時にブラジルへ移民した空手家の父親・町田嘉三とユダヤ系ブラジル人の母親との間に4人兄弟の三男として生まれる。兄弟全員が空手の選手という格闘一家に生まれ育った。
アマゾン川河口の町パラー州ベレンに空手道場を開いた父の下で3歳から稽古し、8歳から相撲、16歳からブラジリアン柔術、ムエタイ、ボクシングを始めた。空手では2度のブラジル王者、南アメリカ選手権での準優勝などの実績を持つほか、ブラジル相撲選手権準優勝など様々な格闘技大会で勝利を重ねた。
アントニオ猪木の実兄がサンパウロ市に開設した空手道場の師範を父が1年ほど務めた縁から2000年に猪木にスカウトされ、新日本プロレスのロサンゼルス道場で6か月間中邑真輔やブライアン・ダニエルソンとトレーニングを積んだ。
2003年5月2日、新日本プロレスが東京ドームで開催した総合格闘技大会「アルティメット・クラッシュ」でプロ総合格闘技デビュー。謙吾と対戦し、3-0の判定勝ち。試合後、リングサイドで観戦していたアントニオ猪木から祝福を受けるとともに、拳骨で制裁を受けた。
2003年9月13日、アントニオ猪木がブラジルのマナウスで主催したJungle Fight 1にてステファン・ボナーと対戦し、TKO勝ち。
2003年12月31日、神戸ウイングスタジアムで開催されたINOKI BOM-BA-YE 2003ではそれまで総合格闘技無敗であったリッチ・フランクリンに打撃の連打でKO勝ちを収めた。
2004年3月14日、K-1 BEAST 2004にてマイケル・マクドナルドと総合格闘技ルールで対戦し、前腕チョーク（K-1の公式記録はギロチンチョーク）で一本勝ち。続く5月22日のK-1 ROMANEXではサム・グレコと総合格闘技ルールで対戦し、2-1の判定勝ち。
2005年3月26日、HERO'SでBJ・ペンと対戦し、3-0で判定勝ち。自身より体重が14.5kg軽いBJとの異質な試合であった。
2006年5月26日、グラップリング大会L.A.SUB-X第1回大会でハファエル・ロバト・ジュニアと対戦。1、2Rで決着が付かなかったため2度延長ラウンドを行ないテイクダウンポイント1点を奪い、ポイント1-0で判定勝ち。
2006年7月22日、ライトヘビー級転向初戦となったWFAでヴァーノン・"タイガー"・ホワイトと対戦、3-0の判定勝ち。ほどなくWFAがUFCに買収されたため、そのままUFCへ移籍することとなる。

### UFC
2007年2月3日、UFC初出場となったUFC 67でサム・ホーガーと対戦し、3-0の判定勝ち。UFCは白星スタートとなった。同年9月22日、UFC 76で中村和裕と対戦し、3-0の判定勝ち。12月29日のUFC 79ではソクジュと対戦し、2Rに肩固めで一本勝ちを収めた。
2008年5月24日、UFC 84でティト・オーティズと対戦し、レスラーのティトのテイクダウンを全て防ぎ、1Rには逆にテイクダウンを奪った。3Rにはボディーへの膝蹴りでダウンを奪い、パウンドと肘打ちの追撃でフィニッシュしようとしたところに三角絞めを極められそうになるが、3-0の判定勝ちを収めた。
2009年1月31日、UFC 94でチアゴ・シウバと対戦し、1R終了間際にスクートからの飛び込みパウンドで失神KO勝ち。ノックアウト・オブ・ザ・ナイトを受賞した。

#### UFC世界王座獲得
2009年5月23日、UFC 98のUFC世界ライトヘビー級タイトルマッチで王者ラシャド・エヴァンスに挑戦。UFC史上初めての無敗同士が対戦するタイトルマッチとなった試合を、2Rに左フックで失神KO勝ちを収め、王座獲得に成功すると同時に2試合連続のノックアウト・オブ・ザ・ナイトを受賞した。試合後のインタビューでは「Karate is back!!（空手が復活したぜ！）」と雄叫びをあげて、自身のバックボーンである空手への誇りを言葉にした。
2009年10月24日、UFC 104のUFC世界ライトヘビー級タイトルマッチで挑戦者マウリシオ・ショーグンと対戦し、打撃戦で一進一退の攻防となり、3-0の5R判定勝ちを収め王座の初防衛に成功したものの、ジャッジ3者とも48-47という僅差の物議を醸す判定であったため、直ぐに再戦が組まれることが試合後に決定した。
2010年5月8日、UFC 113でマウリシオ・ショーグンと再戦。右クロスカウンターを浴びてダウンし、マウントパンチで1RKO負け。2度目の防衛に失敗し、王座から陥落した。また、キャリア初黒星となり自身の総合格闘技連勝記録は16でストップした。
2010年11月20日、UFC 123でクイントン・"ランペイジ"・ジャクソンと元ライトヘビー級王者同士の対戦をし、1-2の判定負け。
2011年4月30日、UFC 129で元UFC二階級制覇王者のランディ・クートゥアと対戦し、顔面への二段蹴りで2RKO勝ちを収め、ノックアウト・オブ・ザ・ナイトを受賞した。
2011年12月10日、UFC 140のUFC世界ライトヘビー級タイトルマッチで王者ジョン・ジョーンズに挑戦。1Rは素早いパンチでジョーンズに有効打を当てたものの、2Rはテイクダウンを奪われ、グラウンドの肘打ちで顔面をカットするなど圧倒され、最後はスタンドのギロチンチョークで絞め落とされる一本負けを喫し、王座獲得に失敗した。敗れはしたものの、ファイト・オブ・ザ・ナイトを受賞した。
2012年8月4日、UFC on FOX 4でライアン・ベイダーと対戦し、2Rに跳び込んできたベイダーにカウンターの右ストレートを当てて失神KO勝ち。
2013年2月23日、UFC 157でライトヘビー級ランキング1位のダン・ヘンダーソンと対戦し、接戦を制して2-1の判定勝ち。
2013年8月3日、母国ブラジルで開催されたUFC 163でライトヘビー級ランキング7位のフィル・デイヴィスと対戦し、0-3の判定負け。接戦ではあったが、海外のMMAメディアサイトの採点では13人中13人の記者がマチダの勝利と付けており、試合を数値・データ化した表でもマチダ有利という結果になった。またUFC代表のダナ・ホワイトは「私は30-27でマチダの勝ちに付けた。でもジャッジに勝敗を委ねるとこういうことになる！」とTwitterにて発言した。
2013年10月26日、ミドル級転向初戦となったUFC Fight Night: Machida vs. Munozでミドル級ランキング5位のマーク・ムニョスと対戦し、左ハイキックで1RKO勝ち。ノックアウト・オブ・ザ・ナイトを受賞した。普段は友人であるムニョスに勝利したため、試合後にはお辞儀をして敬意を表した。
2014年2月15日、UFC Fight Night: Machida vs. Mousasiでゲガール・ムサシと対戦し、終始ムサシを圧倒して3-0の5R判定勝ち。ファイト・オブ・ザ・ナイトを受賞した。
2014年7月5日、UFC 175のUFC世界ミドル級タイトルマッチで王者クリス・ワイドマンに挑戦し、0-3の5R判定負けを喫し王座獲得に失敗した。敗れはしたものの、ファイト・オブ・ザ・ナイトを受賞した。
2014年12月20日、UFC Fight Night: Machida vs. Dollawayでミドル級ランキング10位のCB・ダラウェイと対戦し、左ミドルキックからのパウンドで1RTKO勝ち。パフォーマンス・オブ・ザ・ナイトを受賞した。
2015年4月18日、UFC on FOX 15でミドル級ランキング4位のルーク・ロックホールドと対戦し、グラウンドで試合をコントロールされ、リアネイキドチョークで2R一本負けを喫した。
2015年6月27日、UFC Fight Night: Machida vs. Romeroでミドル級ランキング6位のヨエル・ロメロと対戦し、グラウンドの肘打ちで3RKO負け。
2016年4月13日、マチダが米国アンチドーピング機関（USADA）の検査員に禁止薬物の使用を明らかにした事がUFCによって発表される。これは4月8日にマチダの所へUSADAの検査員が抜き打ち検査に訪れた際に、マチダが検査員に7-Keto-DHEAの使用を申告したところ、7-Keto-DHEAが禁止薬物に指定されていることが判明したもので、マチダは後に「7-Keto-DHEAが禁止薬物とは知らなかった。サプリメント店で店頭販売していたものを購入したところそれが禁止薬物だったんだ」とコメントしている。同年11月16日、USADAがマチダが禁止薬物の使用を検査員に申告した2016年4月8日から18ヶ月間の出場停止処分を科すことを発表した。
2017年10月28日、2年4ヶ月ぶりの復帰戦となったUFC Fight Night: Brunson vs. Machidaでミドル級ランキング7位のデレク・ブランソンと対戦し、パウンドで1R失神KO負け。3連敗となった。
2018年2月3日、UFC Fight Night: Machida vs. Andersでエリク・アンダースと対戦し、2-1の5R判定勝ち。
2018年5月12日、UFC 224でミドル級ランキング9位のビクトー・ベウフォートと対戦し、左前蹴りで2RKO勝ち。パフォーマンス・オブ・ザ・ナイトを受賞した。この試合を最後に、長年参戦し続けたUFCから離脱した。

### Bellator
2018年12月15日、Bellator初出場となったBellator 213で元Bellator世界ミドル級王者ハファエル・カルバーリョと対戦し、2-1の判定勝ち。
2019年6月14日、Bellator 222でチェール・ソネンと対戦し、2Rに飛び膝蹴りでダウンを奪い、パウンドで2RTKO勝ち。
2019年9月28日、Bellator 228でゲガール・ムサシと再戦し、1-2の判定負け。リベンジを許した。
2020年9月11日、Bellator 245でフィル・デイヴィスと約7年ぶりに再戦し、1-2の判定負け。
2021年4月9日、Bellator 256のBellatorライトヘビー級ワールドグランプリ1回戦でライトヘビー級ランキング1位のライアン・ベイダーと再戦し、0-3の5R判定負け。リベンジを許した。
2022年5月13日、ミドル級復帰戦となったBellator 281でミドル級ランキング4位のファビアン・エドワーズと対戦し、左ストレートでダウンを奪われパウンドで1RKO負け。

## 人物・エピソード
- 和名は町田龍太。
- 伝統派空手のファイトスタイルを貫く異色の総合格闘家である。
- 礼儀を重んじて、リングインの際には常にお辞儀をする。
- 日本的な謙譲を美徳としている節があり、「私はUFCファイターの中で最も弱者であるが、身に付けた技術により勝利している」「UFC王者になったが、エヴァンスとの試合はどちらが勝ってもおかしくなく、運が良かったため勝利できた」と発言している。王者になる前のインタビューで「様々な選手に対戦を避けられていることに対してどう思うか？」と質問された際にも、自身の評価が高くないとの自己評価から「私が強いから避けたわけではなく、彼らは自分よりランクが上だと思われている相手と試合をしたいと思っているだけで、私だから避けるわけではないと思う」と発言している。
- 父の町田嘉三から受け継ぎ、リョートを含む息子達は飲尿療法を取り入れている。
- 1968年の「第29次航あるぜんちな丸」でブラジル移民する人々を取材したNHKのドキュメンタリー『乗船名簿AR29』で父親の嘉三が独身移住者の一人として取材を受け、その後彼らの足跡をほぼ10年ごとに追った続編（最終回は2018年の『移住 50年目の乗船名簿』）に、嘉三がブラジルで育んだ一家として兄たちとともに登場する。
- 実兄は2006年に日本空手協会の世界大会で準優勝したシンゾー・マチダである。
- 2人の息子がおり、それぞれ名前を「タイヨウ」「カイト」と名付けている。

## 戦績

### 総合格闘技
| 総合格闘技 戦績 | 総合格闘技 戦績 | 総合格闘技 戦績 | 総合格闘技 戦績 | 総合格闘技 戦績 | 総合格闘技 戦績 | 総合格闘技 戦績 |
| --------------- | --------------- | --------------- | --------------- | --------------- | --------------- | --------------- |
| 38 試合         | (T)KO           | 一本            | 判定            | その他          | 引き分け        | 無効試合        |
| 26 勝           | 11              | 2               | 13              | 0               | 0               | 0               |
| 12 敗           | 4               | 2               | 6               | 0               | 0               | 0               |

| 勝敗 | 対戦相手                             | 試合結果                               | 大会名                                                                              | 開催年月日     |
| ×    | ファビアン・エドワーズ               | 1R 3:18 KO（左ストレート→パウンド）    | Bellator 281: MVP vs. Storley                                                       | 2022年5月13日  |
| ×    | ライアン・ベイダー                   | 5分5R終了 判定0-3                      | Bellator 256: Bader vs. Machida 2 【Bellatorライトヘビー級ワールドグランプリ1回戦】 | 2021年4月9日   |
| ×    | フィル・デイヴィス                   | 5分3R終了 判定1-2                      | Bellator 245: Davis vs. Machida 2                                                   | 2020年9月11日  |
| ×    | ゲガール・ムサシ                     | 5分3R終了 判定1-2                      | Bellator 228: Pitbull vs. Archuleta                                                 | 2019年9月28日  |
| ○    | チェール・ソネン                     | 2R 0:22 TKO（飛び膝蹴り→パウンド）     | Bellator 222: MacDonald vs. Gracie                                                  | 2019年6月14日  |
| ○    | ハファエル・カルバーリョ             | 5分3R終了 判定2-1                      | Bellator 213: Macfarlane vs. Létourneau                                             | 2018年12月15日 |
| ○    | ビクトー・ベウフォート               | 2R 1:00 KO （左前蹴り）                | UFC 224: Nunes vs. Pennington                                                       | 2018年5月12日  |
| ○    | エリク・アンダース                   | 5分5R終了 判定2-1                      | UFC Fight Night: Machida vs. Anders                                                 | 2018年2月3日   |
| ×    | デレク・ブランソン                   | 1R 2:31 KO（左フック→パウンド）        | UFC Fight Night: Brunson vs. Machida                                                | 2017年10月28日 |
| ×    | ヨエル・ロメロ                       | 3R 1:38 KO（グラウンドの肘打ち）       | UFC Fight Night: Machida vs. Romero                                                 | 2015年6月27日  |
| ×    | ルーク・ロックホールド               | 2R 2:31 リアネイキドチョーク           | UFC on FOX 15: Machida vs. Rockhold                                                 | 2015年4月18日  |
| ○    | CB・ダラウェイ                       | 1R 1:02 TKO（左ミドルキック→パウンド） | UFC Fight Night: Machida vs. Dollaway                                               | 2014年12月20日 |
| ×    | クリス・ワイドマン                   | 5分5R終了 判定0-3                      | UFC 175: Weidman vs. Machida 【UFC世界ミドル級タイトルマッチ】                      | 2014年7月5日   |
| ○    | ゲガール・ムサシ                     | 5分5R終了 判定3-0                      | UFC Fight Night: Machida vs. Mousasi                                                | 2014年2月15日  |
| ○    | マーク・ムニョス                     | 1R 3:10 KO（左ハイキック）             | UFC Fight Night: Machida vs. Munoz                                                  | 2013年10月26日 |
| ×    | フィル・デイヴィス                   | 5分3R終了 判定0-3                      | UFC 163: Aldo vs. Korean Zombie                                                     | 2013年8月3日   |
| ○    | ダン・ヘンダーソン                   | 5分3R終了 判定2-1                      | UFC 157: Rousey vs. Carmouche                                                       | 2013年2月23日  |
| ○    | ライアン・ベイダー                   | 2R 1:32 KO（右ストレート→パウンド）    | UFC on FOX 4: Shogun vs. Vera                                                       | 2012年8月4日   |
| ×    | ジョン・ジョーンズ                   | 2R 4:26 ギロチンチョーク               | UFC 140: Jones vs. Machida 【UFC世界ライトヘビー級タイトルマッチ】                  | 2011年12月10日 |
| ○    | ランディ・クートゥア                 | 2R 1:05 KO（前蹴り）                   | UFC 129: St-Pierre vs. Shields                                                      | 2011年4月30日  |
| ×    | クイントン・"ランペイジ"・ジャクソン | 5分3R終了 判定1-2                      | UFC 123: Rampage vs. Machida                                                        | 2010年11月20日 |
| ×    | マウリシオ・ショーグン               | 1R 3:35 KO（右フック→パウンド）        | UFC 113: Machida vs. Shogun 2 【UFC世界ライトヘビー級タイトルマッチ】               | 2010年5月8日   |
| ○    | マウリシオ・ショーグン               | 5分5R終了 判定3-0                      | UFC 104: Machida vs. Shogun 【UFC世界ライトヘビー級タイトルマッチ】                 | 2009年10月24日 |
| ○    | ラシャド・エヴァンス                 | 2R 3:57 KO（左フック）                 | UFC 98: Evans vs. Machida 【UFC世界ライトヘビー級タイトルマッチ】                   | 2009年5月23日  |
| ○    | チアゴ・シウバ                       | 1R 4:59 KO（パウンド）                 | UFC 94: St-Pierre vs. Penn 2                                                        | 2009年1月31日  |
| ○    | ティト・オーティズ                   | 5分3R終了 判定3-0                      | UFC 84: Ill Will                                                                    | 2008年5月24日  |
| ○    | ソクジュ                             | 2R 4:20 肩固め                         | UFC 79: Nemesis                                                                     | 2007年12月29日 |
| ○    | 中村和裕                             | 5分3R終了 判定3-0                      | UFC 76: Knockout                                                                    | 2007年9月22日  |
| ○    | デビッド・ヒース                     | 5分3R終了 判定3-0                      | UFC 70: Nations Collide                                                             | 2007年4月21日  |
| ○    | サム・ホーガー                       | 5分3R終了 判定3-0                      | UFC 67: All or Nothing                                                              | 2007年2月3日   |
| ○    | ヴァーノン・"タイガー"・ホワイト     | 5分3R終了 判定3-0                      | WFA 4: King of the Streets                                                          | 2006年7月22日  |
| ○    | ディミトリー・ヴァンダレイ           | 3R 3:24 TKO（疲労）                    | Jungle Fight 6                                                                      | 2006年4月29日  |
| ○    | BJ・ペン                             | 5分3R終了 判定3-0                      | HERO'S                                                                              | 2005年3月26日  |
| ○    | サム・グレコ                         | 5分3R終了 判定2-1                      | ROMANEX 格闘技世界一決定戦                                                          | 2004年5月22日  |
| ○    | マイケル・マクドナルド               | 1R 2:30 前腕チョーク                   | K-1 BEAST 2004 〜新潟初上陸〜                                                       | 2004年3月14日  |
| ○    | リッチ・フランクリン                 | 2R 1:03 KO（スタンドパンチ連打）       | INOKI BOM-BA-YE 2003 馬鹿になれ夢を持て                                             | 2003年12月31日 |
| ○    | ステファン・ボナー                   | 1R 4:21 TKO（ドクターストップ）        | Jungle Fight 1                                                                      | 2003年9月13日  |
| ○    | 謙吾                                 | 5分3R終了 判定3-0                      | 新日本プロレス ULTIMATE CRUSH                                                       | 2003年5月2日   |

### グラップリング
| 勝敗 | 対戦相手                     | 試合結果               | 大会名    | 開催年月日    |
| ○    | ハファエル・ロバト・ジュニア | 延長2R終了 ポイント1-0 | L.A.SUB-X | 2006年5月26日 |

## 獲得タイトル
- 第10代UFC世界ライトヘビー級王座（2009年）

## 表彰
- UFC ファイト・オブ・ザ・ナイト（3回）
- UFC ノックアウト・オブ・ザ・ナイト（4回）
- UFC パフォーマンス・オブ・ザ・ナイト（2回）
- SHERDOG 殿堂入り（2014年）
- SHERDOG ノックアウト・オブ・ザ・イヤー（2011年/ランディ・クートゥア戦）

## 出演
- ネバー・バックダウン2（2010年）
- Like Water（2011年）
- Tapped Out（2014年）